# Psyopus
A Psyopus egy Avant-garde metal / Mathcore zenekar, mely 2002-ben alakult Rochesterben. Zenéjükben a fent említett stílusok mellett a death metal és a grindcore is nagy arányban képviselteti magát, mely rendkívül technikás és szokatlan hangszerkezeléssel párosul. A zenekar alapítója és vezetője Christopher Arp gitáros, akit gyakran hívnak "Arpmandude"-nak is. Mielőtt leszerződtek volna a Metal Blade kiadóhoz, Christopher-nek be kellett magáról küldeni egy videót a kiadó embereinek, mert azok nem hitték el, hogy egy ember képes ilyen gyorsan és technikásan gitározni. A zenekarvezető így nyilatkozott: Én a hálószobámban tanultam meg gitározni. Az első gitáromat nyolcadikos koromban kaptam, aztán vettem Metallica és Megadeth kottákat, gitárujságokat. A házi feladatot nem csináltam meg, hanem egész este csak gitározam.
A Psyopus eddig három nagylemezt adott ki, az utolsót Odd Senses címmel 2009-ben.

## Tagok

### Jelenlegi tagok
- Brian Woodruff - ének (2008 - napjainkig)
- Christopher Arp - gitár (2002 - napjainkig)
- Jason Bauers - dob, ütőhangszerek(2007 - napjainkig)
- Brian Kelly - basszusgitár (2009 - napjainkig)

### Korábbi tagok
- Freddy Charles - basszusgitár (2002 - 2007)
- Adam Frappolli - ének (2002 - 2007)
- Greg Herman - dob, ütőhangszerek (2002 - 2004)
- Lee Fisher - dob, ütőhangszerek (2004 - 2005)
- Corey Barnes - dob, ütőhangszerek (2005 - 2006)
- Jon Cole - dob, ütőhangszerek (2006 - 2007)
- Harrison Christie - ének (2007 - 2008)
- Michael Horn - basszusgitár (2007-2009)
- Brent Glover- basszusgitár  (2009)
- Travis Morgan - basszusgitár (2009)

## Diszkográfia
- Ideas of Reference (2004)
- Our Puzzling Encounters Considered (2007)
- Odd Senses (2009)

## Külső hivatkozások
- Psyopus a Myspace-en
- Psyopus cikk Március 2009
- Interjú Christopher Arppal